# Suspicion (canción de R.E.M.)
«Suspicion» es el cuarto y último sencillo del álbum del grupo estadounidense R.E.M. Up publicado en 1998.
«Suspicion» fue el único sencillo del álbum que no ingresó en las listas estadounidenses.[cita requerida]

## Lista de canciones del sencillo

### UK CD single 1
1. "Suspicion" (album version)
2. "Electrolite" (live)
3. "Man on the Moon" (live)

### UK CD single 2
1. "Suspicion" (live from Ealing Studios)
2. "Perfect Circle" (live)

## Miembros
- Michael Stipe
- Mike Mills
- Peter Buck

- Datos: Q1419793